# Victrix fasciata
Victrix fasciata är en fjärilsart som beskrevs av Rothschild. Victrix fasciata ingår i släktet Victrix och familjen nattflyn. Inga underarter finns listade i Catalogue of Life.